# Czúcz Ottó
Czúcz Ottó (Csépa, 1946. június 23.) magyar jogtudós, egyetemi tanár, az állam- és jogtudományok kandidátusa. A munkajog, a nyugdíjrendszerek és a társadalombiztosítás neves kutatója. 1989 és 1990 között a József Attila Tudományegyetem Jogtudományi Karának dékánja, 1992 és 1997 között az egyetem rektorhelyettese. 1998 és 2004 között az Alkotmánybíróság tagja, ezt követően az Európai Közösségek Törvényszékének bírája.

## Életpályája
A szentesi Horváth Mihály Gimnáziumban érettségizett, majd sorkatonai szolgálatának teljesítése után 1966-ban kezdte meg tanulmányait a József Attila Tudományegyetem Jogtudományi Karán, ahol 1971-ben szerzett jogi doktorátust. Diplomájának megszerzése után 1974-ig a Munkaügyi Minisztérium munkatársa volt, ekkor került vissza volt egyetemére, ahol a munkajogi tanszék oktatója lett, később a tanszék adjunktusaként, majd docenseként folytatta munkáját. 1989 és 1990 között az egyetem jogi karának dékánja, 1992 és 1997 között az egyetem rektorhelyettese volt. 1995-ben az Állam- és Jogtudományi Kar munka- és szociális jogi tanszékének tanszékvezető egyetemi tanárává nevezték ki. 1997 és 2000 között Széchenyi professzori ösztöndíjjal kutatott. Több külföldi egyetemen volt vendégkutató, vendégelőadó Max Planck Intézet, München (1984–1985); Genfi Egyetem (1991–1992)].
1985-ben védte meg az állam- és jogtudományok kandidátusi értekezését. Tudományos pályafutásán kívül 1993-ban beválasztották az MSZOSZ színeiben a Nyugdíj-biztosítási Önkormányzatba, amelynek 1997-es megszűnéséig volt tagja. 1998-ban az Európai Társadalombiztosítási Intézet alelnökévé nevezték ki (tisztségét 2002-ig töltötte be). Ugyanebben az évben az Országgyűlés megválasztotta az Alkotmánybíróság tagjává. 2004-ben az Európai Közösségek Törvényszékének tagjává választották, ezért lemondott alkotmánybírói és egyetemi tanári pozíciójáról.

## Munkássága
Kutatási területe a munkajog, a társadalombiztosítási, illetve a nyugdíjrendszerek. E területeken a jogi szabályozás különböző kérdéseivel foglalkozik.
A társadalombiztosítási jog oktatásának egyik vezető alakja. Kutatásaiban a munkavállaló és a munkáltató közötti egyensúlyi helyzettel foglalkozott, különösen a társadalombiztosítási ellátás és a nyugdíjrendszerek egyes elemeivel. Ezek figyelembevételével szerinte egyenértékűség, egyensúlyi helyzet alakítható ki. Felfogása szerint a társadalombiztosítási jog érvstruktúrája és érvelési mechanizmusa különbözik a klasszikus jogágak (polgári jog, büntetőjog stb.) problémakezelésétől. Összesen négy egyetemi jegyzet, három monográfia és hetven tanulmány szerzője vagy társszerzője. Munkáit elsősorban magyar és angol nyelven adja közre.

## Főbb művei
- Társadalombiztosítás a változó világban. A társadalombiztosítás jogi szabályozásának alapproblémái; Közgazdasági és Jogi, Bp., 1989
- Társadalombiztosítási jog. 1. Általános kérdések; 2. átdolg. kiad.; JATEPress, Szeged, 1994
- Az öregségi nyugdíjrendszerek. A nyugdíjak jogi szabályozásának alapvető kérdései; Közgazdasági és Jogi, Bp., 1994
- Czúcz Ottó–Gecse Istvánné–Prugberger Tamás: Magyar és európai társadalombiztosítási- és munkaszociális jog; ME, Miskolc, 1994
- Czúcz Ottó–Hajdú József–Pogány Magdolna: A társadalombiztosítás intézményei: a kötelező egészségbiztosítás, a nyugellátások (a társadalombiztosítási és magánnyugdíjak, valamint a kiegészítő önkéntes pénztárak), a családok támogatásának rendszere, a munkanélküliek (és a megváltozott munkaképességű személyek) ellátásai, a szociális igazgatás körében nyújtott szociális ellátások; szerk. Czúcz Ottó; Unió, Bp., 2005 (Szociális jog)